# Ярхо, Борис Исаакович
Бори́с Исаа́кович Ярхо́ (14 (26) марта 1889, Москва — 3 мая 1942, Сарапул, УАССР) — русский, советский филолог-медиевист, фольклорист, теоретик и историк литературы, стиховед, переводчик. В 1935 году был репрессирован.
Брат Григория и Аркадия Ярхо.

## Биография
Борис Ярхо родился в семье детского врача. В 1907 году окончил Первую Московскую гимназию с серебряной медалью. В 1912 году завершил курс на историко-филологическом факультете Московского университета с дипломом I степени, далее стажировался в Гейдельбергском и Берлинском университетах. Студентом начал заниматься научной работой: в 1910 году опубликовал свою первую статью, прежде доложенную в Этнографическом отделе Императорского общества любителей естествознания, антропологии и этнографии при Московском университете. В 1915—1921 годах — преподаватель Московского университета, сперва приват-доцент, затем профессор. В 1919 году, по представлению Р. О. Якобсона, был избран членом Московского лингвистического кружка  и принимал участие в его работе почти до самого запрещения кружка в 1924 году. 
Научную деятельность начал как фольклорист-компаративист: «Сказание о Сигурде и его отражение в русском эпосе» (1913—1916), изучал поэзию скальдов. Диссертация, написанная на немецком языке, посвящена рифмованной прозе германской средневековой поэтессы Хросвиты, писавшей по-латыни. Над диссертацией работал 10 лет, для описания материала выработал подробные методы точного анализа стиха. Диссертация осталась незащищённой по политическим обстоятельствам; до настоящего времени остаётся неопубликованной (как и многие другие труды Ярхо).
С 1922 по 1930 год работал в ГАХН, заведующий комиссией художественного перевода, некоторое время также замещал заведующего подсекцией теоретической поэтики. Сформировалась группа филологов-стиховедов с участием Ярхо, придерживавшаяся точных методов — Л. И. Тимофеев, М. П. Штокмар и других, она противостояла как группе «интуитивистов» в рядах самого ГАХН, так и вульгарно-социологическому течению в тогдашнем литературоведении. В этот период Ярхо преподавал иностранные языки в разных вузах, работал в ВСНХ, переводил средневековую и новую литературу (поэты каролингского Возрождения, Песнь о моём Сиде, Песнь о Роланде, Сага о Вольсунгах, Мольер, «Рейнеке-лис» Гёте, Шиллер), — не всё издано. В этот же период написал основные работы по теории литературоведения: «Простейшие основания формального анализа» (1927) и «Границы научного литературоведения» (1925), а также фундаментальную монографию (26 печатных листов) «Методология точного литературоведения», полностью изданную М. И. Шапиром и коллегами лишь в 2006 году.
Псевдонимы: Б. де Люнель; подписывался также инициалами Б. Л., Б. Я., B. J.
В ночь с 14 на 15 марта 1935 года Бориса Исааковича Ярхо вместе с группой московской интеллигенции арестовали по делу о «немецко-фашистской контрреволюционной организации на территории СССР», которое неофициально называли «делом немцев-словарников». Постановлением Особого Совещания при НКВД СССР от 10. 11. 35 по ст. 58 п. 10 приговорен к административной ссылке в Омск. Освобождён 26 марта 1938 года (справка НКВД Омской области от 26. 03. 38 за № 773). В 1940 году переехал в Курск и был там профессором. В тюрьме и ссылке продолжал работать над «Методологией точного литературоведения». После освобождения в 1938 году он был лишён права въезда в Москву и Ленинград; в 1938—1939 годах оставался без работы. 
В феврале 1940 года Ярхо получил место исполняющего обязанности профессора на кафедре всеобщей литературы в новосозданном Курском государственном педагогическом институте. В последние годы исследовал «Слово о полку Игореве» точными методами в сопоставлении с западным средневековым эпосом. За несколько месяцев до смерти Борис Исаакович Ярхо написал драму «Расколотые» (под псевдонимом Б. де Люнель).
В октябре 1941 года вместе с Курским пединститутом Ярхо эвакуировался в Сарапул. 15 ноября он был уволен в связи с закрытием института. 
3 мая 1942 года скончался от милиарного туберкулёза в Сарапуле.
Семья
- Борис Ярхо женат не был («Я не имею права жениться, пока не уверен, что прокормлю семью»).
- Старший брат Григорий Исаакович Ярхо (1886—1954) — переводчик, женат не был.
- Брат Аркадий Исаакович Ярхо (1903—1935) — советский антрополог, один из основателей советской физической антропологии, автор методов расового анализа, ответственный секретарь редколлегии «Антропологического журнала», действительный член Научно-исследовательского института антропологии, заведующий расовым отделом Государственного музея антропологии Московского государственного университета.
- Мать — Розалия Иосифовна Ярхо умерла в 1943 году.

## Интересы
Б. И. Ярхо был разносторонне и глубоко образованным и эрудированным учёным. В 25 лет, готовясь к занятию должности приват-доцента, предложил Московскому университету материалы для 18 спецкурсов, причём впоследствии написанные монографии «Мансанг» и «Юный Роланд» соответствовали каждая разделу из двух таких курсов. Переводил примерно с 20 новых и старых языков. После ссылки (1938) предоставил Наркомпросу список своих специальностей: латинская, французская, провансальская, немецкая, англосаксонская и древнескандинавская средневековая литература, стилистика, метрика, поэтика, русский и славянский фольклор, сербохорватская литература, история и теория драмы. Работы пришлось ждать год. По мнению М. О. Чудаковой, Ярхо, «главным образом в отношении академической его биографии», был возможным прототипом эрудита Феси (прообраза «мастера») в ранней редакции романа Булгакова «Мастер и Маргарита» .
Ярхо также принадлежат оригинальные драматические и стихотворные произведения, отражающие его интерес к средневековой Европе (часть из них под псевдонимом Люнель — «офранцуженная» версия фамилии Ярхо, означающей по-древнееврейски «луна»). В сборнике «Poetae poetae», посвящённом Максимилиану Волошину, Ярхо принадлежат поздравления юбиляру, стилизованные под манеру разных поэтов — от древних индийцев и скандинавов до крестьянского поэта Спиридона Дрожжина.

## Теория Ярхо
Основной принцип теории Ярхо — литературоведение должно стать точной наукой и изучать свои объекты математическими методами; утверждение о «духе свободы, которым проникнуто всё произведение», «чувстве цвета» или «вычурном стиле» должно подкрепляться количественным анализом тех или иных параметров произведения, как сравнительно легко формализуемых (например, стих), так и сложных, но в принципе, с его точки зрения, доступных формализации (образный строй, система мотивов — Ярхо принадлежит терминологическое разграничение образа и мотива, идеология). Ярхо придерживался точки зрения, согласно которой все литературные произведения в той или иной степени восходят к предшествующей литературной же традиции и не появляются на ровном месте лишь творческим усилием. Для его научного мышления и стиля характерны сравнения фактов художественной литературы с биологическими явлениями.
Научное наследие Ярхо, своевременно не оценённое и прежде всего далеко не полностью изданное, в 1940—1960-е годы было забыто. Труды ученого вернулись из забвения усилиями М. Л. Гаспарова, который ощущал себя последователем теории Ярхо. Опубликованная Гаспаровым в 1969 году статья «Работы Б. И. Ярхо по теории литературы» представляет краткий, но очень содержательный реферат основных трудов учёного.

## Цитаты
- «Люди все чаще кажутся мне книгами, и порой я становлюсь в тупик перед замыслом их создателя»[6].

## Увековечение памяти
Именем Б. И. Ярхо названа одна из улиц в городе Сарапуле.
На доме, где Б. И. Ярхо провел последние месяцы жизни, по адресу: Удмуртская Республика, город Сарапул, ул. Первомайская, дом 34, открыта мемориальная доска.